# Dinarco
Dinarco (in greco antico: Δείναρχος?, Déinarchos; Corinto, 360 a.C. – Atene, 290 a.C. circa) è stato un oratore ateniese, l'ultimo dei dieci oratori attici.

## Biografia
Le notizie sulla vita di Dinarco sono scarse: le fonti principali sono l'opuscolo Su Dinarco di Dionigi di Alicarnasso e la Vita dei dieci oratori dello Pseudo-Plutarco, a cui si aggiungono le brevi notizie del lessico Suida.
Nacque a Corinto intorno al 361/360 a.C. da un certo Socrate o Sostrato, ma si spostò ad Atene ancora giovane, nel periodo delle spedizioni di Alessandro Magno  contro l'Asia: qui studiò retorica alla scuola di Teofrasto e dal 336/335 a.C. iniziò la professione di logografo. Essendo un meteco, non poté intraprendere la carriera politica né parlare in tribunale; raggiunse l'apice del successo a seguito della morte di Alessandro Magno, durante il governo di Demetrio Falereo, con il quale era in ottimi rapporti, tuttavia nessuna orazione di questo periodo si è conservata. Proprio a causa dell'amicizia con Demetrio Falereo, quando Demetrio Poliorcete conquistò Atene nel 307/306 a.C. e fu ripristinato il governo democratico, Dinarco fu accusato di simpatie oligarchiche e, venduti i suoi beni, preferì trasferirsi a Calcide, in Eubea; ritornò ad Atene nel 292 a.C., grazie all'intervento di Teofrasto, e visse presso l'amico Prosseno, contro il quale dopo poco tempo intentò una causa per sottrazione di denaro: fu questa l'unica occasione in cui parlò di persona in tribunale. Probabilmente morì pochi anni dopo questa causa, ma la data di morte non è nota con certezza.

## Opere
A Dinarco furono attribuiti numerosissimi discorsi, tra i cento ed i centosessanta a seconda delle tradizioni, sia pubblici che privati, generalmente ritenuti di scarso valore letterario e scarse imitazioni dell'arte di Demostene, tant'è che Dinarco venne chiamato il Demostene contadino o il Demostene orzato, per la sua mancanza di incisività. Non mancarono però alcuni estimatori: Dionigi di Alicarnasso riporta il giudizio positivo che ne diede Demetrio di Magnesia, che ne lodava l'arte persuasiva e riteneva Dinarco non inferiore a Iperide. Lo stesso Dionigi sostiene che lo stile di Dinarco era difficile da definire, poiché in alcune orazioni ricordava lo stile di Lisia, in altre quello di Iperide, in altre ancora quello di Demostene.
Dionigi di Alicarnasso ha conservato i titoli di 87 orazioni di Dinarco, dei quali però ritiene che 27 siano spuri; a questi si aggiungono 12 titoli forniti da altri autori, portando così il totale a 99. Solo tre discorsi si sono conservati:
1. Contro Demostene
2. Contro Aristogitone
3. Contro Filocle

Degli altri rimangono solo alcuni frammenti.